# Evacanthus fanjinganus
Evacanthus fanjinganus är en insektsart som beskrevs av Li och Wang 1992. Evacanthus fanjinganus ingår i släktet Evacanthus och familjen dvärgstritar. Inga underarter finns listade i Catalogue of Life.